# Teren înalt (Star Trek: Generația următoare)
„Teren înalt” (titlu original: „The High Ground”) este al 12-lea episod din al treilea sezon al serialului TV american științifico-fantastic Star Trek: Generația următoare și al 60-lea episod în total. A avut premiera la 29 ianuarie 1990.
Episodul a fost regizat de Gabrielle Beaumont după un scenariu de Melinda M. Snodgrass.

## Prezentare
Echipajul de pe Enterprise vizitează o planetă aflată în război civil. Dr. Crusher este răpită de teroriști care au nevoie de asistență medicală, deoarece tehnologia pe care o folosesc în atacuri este dăunătoare pentru propria lor sănătate.

## Actori ocazionali
- Kerrie Keane - Alexana Devos
- Richard Cox - Kyril Finn
- Marc Buckland - Katik Shaw
- Fred G. Smith - Policeman
- Christopher Pettiet - Boy